# تل الرماد (مسلسل)
مسلسل تل الرماد هو أحد الأعمال التليفزيونية الدرامية التاريخية السورية من إنتاج عام 1996

## قصة المسلسل
- هو عمل يتخذ البيئة الصحراوية اطاراً، يصور الاحداث "من وجهة نظر طفل ينمو مع الظلم والقهر، ويكبر في ظل حياة قاسية، ليخرج من هذا الرماد، ويعيد الكرامة إلى الناس المسحوقين، يتناول احتكار مصادر المياه واستغلالها لتحقيق مآرب استعمارية، وذلك في اطار فني واقعي يرقى إلى مستوى الاسطورة الشعبية.[1][2]

## مكان التصوير
تم بناء ديكورات كاملة قرب منطقة الرقة في البادية السورية (في محيط قلعة جعبر الأثرية) لتمثل قرية كاملة نفذها مهندس الديكور بشار دردري، وما زال السكان يطلقون اسم تل الرماد على المنطقة التي تم تصوير أحداث المسلسل فيها حتى يومنا هذا. كما قام الفنان اللبناني غازي قهوجي بتصميم الملابس والازياء بما يتناسب مع روح المرحلة التاريخية.

## أبطال العمل
- نورمان أسعد
- نادين خوري
- أمانة والي
- صباح بركات
- صباح عبيد
- دارينا الجندي
- محمد الحريري
- حسام تحسين بيك
- نبال الجزائري
- أيمن زيدان
- جيهان عبد العظيم
- كاريس بشار
- حسن عويتي
- وائل رمضان
- سوسن ميخائيل
- زهير درويش
- عبد الهادي صباغ